# قطعنامه ۸۲۴ شورای امنیت
قطعنامه ۸۲۴ شورای امنیت سازمان ملل متحد که در تاریخ ۰۶ مه ۱۹۹۳ تصویب شد، سندی بین‌المللی دربارهٔ بوسنی و هرزگوین است. این قطعنامه طی نشست ۳۲۰۸ام با ۱۵ رای موافق، ۰ مخالف و ۰ ممتنع تصویب شد.